# Tococa aristata
Tococa aristata är en tvåhjärtbladig växtart som beskrevs av George Bentham. Tococa aristata ingår i släktet Tococa och familjen Melastomataceae. Inga underarter finns listade i Catalogue of Life.